# أوبريت (إسبانيا)

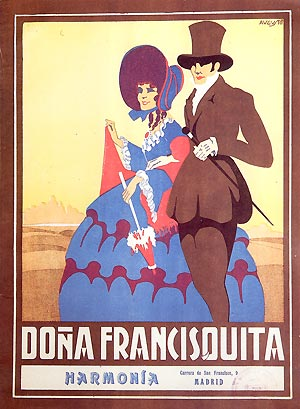

الأوبريت (بالإسبانية: Zarzuela) هو مصطلح درامي يطلق على نوع غنائي من المسرح الموسيقي الإسباني. تتركز موضوعاته في جذور الفلكلور والتقليد الموسيقي للأنواع الأكثر شعبية مثل أغاني عيد الميلاد الشعبية والأغاني والأغاني القصيرة. ظهرت أوائل هذه الأعمال الأوبريتية في فترة حكم الملك فيليب الرابع في حفل موسيقي بالقرب من قصرالبرادو. قدمت في الحفل قطع نصف مغناه ونصف مُلقاه سُميت باسم ثارثويلا نظرًا لأن المكان كان ممتلئًا بنباتات العُليق، وهو حاليًا قصر ثارثويلا، مقر إقامة ملك إسبانيا. وبرز أوج ونضوج هذا النوع عندما وصلت عروضه إلى المدة الزمنية التي تستغرقها العروض الدرامية، حتى أصبحت تحتوي على ثلاثة فصول بدلًا من اثنين، ووُضِعَت كل تطلعاته وإنتاجاته العروضية أو المسرحية في نفس مستوى الإنتاجات الخاصة بالأوبرا. وفي نهايات القرن التاسع عشر ظهرت الأوبريتات المكونة من فصل واحد، والتي سميت باسم النوع القصير.